# RNF183
RNF183 (англ. Ring finger protein 183) – білок, який кодується однойменним геном, розташованим у людей на короткому плечі 9-ї хромосоми. Довжина поліпептидного ланцюга білка становить 192 амінокислот, а молекулярна маса — 21 617.
| 10         |  | 20         |  | 30         |  | 40         |  | 50         |
| ---------- |  | ---------- |  | ---------- |  | ---------- |  | ---------- |
| MAEQQGRELE |  | AECPVCWNPF |  | NNTFHTPKML |  | DCCHSFCVEC |  | LAHLSLVTPA |
| RRRLLCPLCR |  | QPTVLASGQP |  | VTDLPTDTAM |  | LALLRLEPHH |  | VILEGHQLCL |
| KDQPKSRYFL |  | RQPQVYTLDL |  | GPQPGGQTGP |  | PPDTASATVS |  | TPILIPSHHS |
| LRECFRNPQF |  | RIFAYLMAVI |  | LSVTLLLIFS |  | IFWTKQFLWG |  | VG         |

A: Аланін

C: Цистеїн

D: Аспарагінова кислота

E: Глутамінова кислота

F: Фенілаланін

G: Гліцин

H: Гістидин

I: Ізолейцин

K: Лізин

L: Лейцин

M: Метіонін

N: Аспарагін

P: Пролін

Q: Глутамін

R: Аргінін

S: Серин

T: Треонін

V: Валін

W: Триптофан

Кодований геном білок за функцією належить до трансфераз. 
Задіяний у такому біологічному процесі, як убіквітинування білків. 
Білок має сайт для зв'язування з іонами металів, іоном цинку. 
Локалізований у мембрані, ендоплазматичному ретикулумі.